# Plateau de Zomba
Le plateau de Zomba (en anglais : Zomba Massif ou Zomba Plateau) est un vaste relief montagneux du sud du Malawi, situé à l'extrémité nord des hauts plateaux de la Shire.
Il fait environ vingt kilomètres de longueur du nord au sud, et douze kilomètres dans l'axe est-ouest.

## Géologie
Son altitude moyenne est de 1 600 mètres et il comporte de nombreux sommets (Chagwa, Nawimbe, Mulunguzi…) hauts de 1 761 à 2 018 mètres. En effet, géologiquement, il est constitué d'une importante intrusion de syénite dans le socle granitique africain et ces roches, plus résistantes que le socle précambrien sur lequel elles reposent, ont été dégagées par l'érosion et surmontent ainsi abruptement leur soubassement. Le sommet de l'intrusion a été aplani par l'érosion.

## Environnement
Il correspond à l'écorégion de la mosaïque de prairie-forêt du Malawi austral,. Fortement réduite sous l'effet de la pression anthropique, la forêt du plateau a cependant été protégée dès la fin du xixe siècle et des reboisements ont été pratiqués dès les années 1940 et, surtout, les années 1960, afin de permettre une gestion économiquement rentable du bois. Il s'agit essentiellement de pin, pour le bois de chauffage et de sciage et d'eucalyptus pour la confection de pylones, qui ont presque complètement remplacé les peuplements autochtones d'origine,.
Le massif, plus frais et plus arrosé que les basses-terres, est un château d'eau naturel pour la région et est propice à la culture du thé (essentiellement), du café et du tabac.

## Économie
Historiquement, la zone a été un lieu d'affrontement entre les cultivateurs locaux et les propriétaires terriens blancs qui s'installent à l'époque de la colonisation, attirés par le climat et le potentiel agricole. La région fut l'épicentre du soulèvement de 1915 contre le régime du thangata (forme de travail forcé dans les plantations coloniales). De nos jours, les grands domaines agricoles restent aux mains de multinationales occidentales. L'État est intervenu dès la fin des années 1960 pour favoriser les petites exploitations et la mise en place de coopératives. La pénurie foncière fait que les tensions restent cependant importantes, la croissance de la population entraînant aussi des problèmes de préservation du milieu naturel (déboisement pour libérer des parcelles cultivables et se procurer du bois d'usage).
Le plateau est un site touristique depuis la fin des années 1960.

## Hydrographie

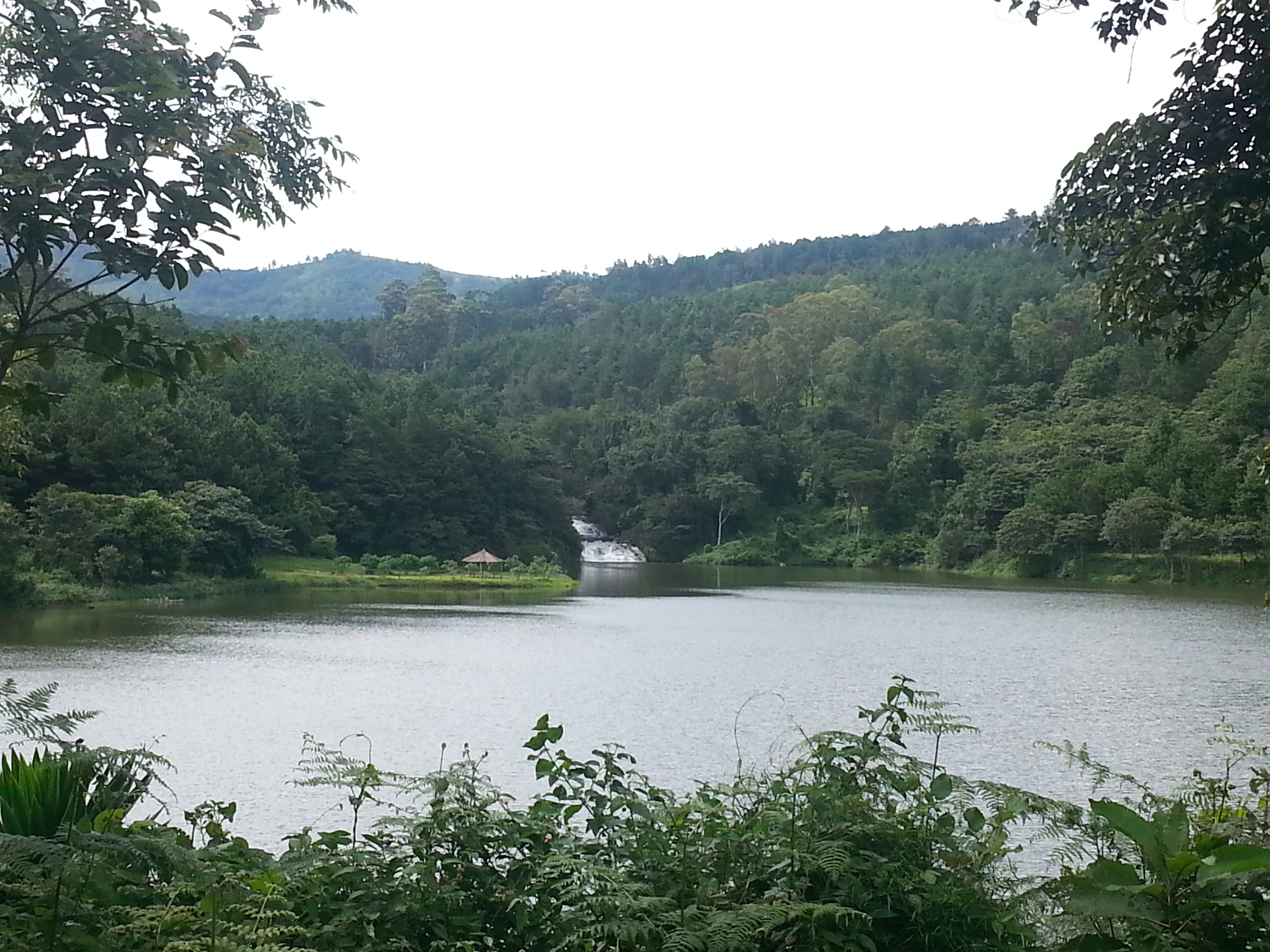
Lac du barrage de la Mulunguzi.

Le plateau est parcouru par la rivière Mulunguzi, sur le cours de laquelle se trouvent les spectaculaires chutes de Mandala (Mandala Falls) et, depuis 2001, un barrage-réservoir, d'une capacité de 3,3 millions de m3, qui régule l'alimentation en eau de la ville de Zomba,.

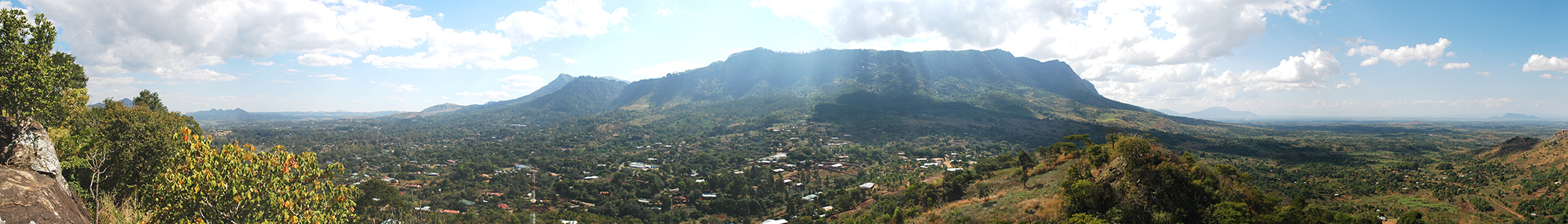
Vue du plateau depuis la ville de Zomba.